# Jack Higgins
Henry Patterson, írói nevén Jack Higgins (Newcastle upon Tyne, 1929. július 27. – Jersey Bailiffség, 2022. április 9.) brit író, népszerű thrillerek és kémregények szerzője. Átütő sikerű regénye, A sas leszállt (The Eagle Has Landed) (1975) több mint 50 milliós példányszámban kelt el, amelyet azonos címen filmesítettek meg.
Egyéb fontosabb művei közé sorolható: A Prayer for the Dying (1987), The Eagle Has Flown (1991), Thunder Point (1993), Angel of Death (1995), Flight of Eagles (1998), and Day of Reckoning (2000). 85 regénye több mint 150 milliós példányszámban került értékesítésre, és 55 nyelvre fordították le.

## Életrajz

### Fiatalkora
Jack Higgins Henry Pattersonként született 1929. július 27-én Newcastle upon Tyne-ben, Angliában. Nem sokkal ezután apja elhagyta családját. Édesanyjával tért vissza annak szülővárosába, az Észak-Írország-beli Belfast-ba, ahol nagyapjával együtt a Shankill főúton laktak. Belfast erőszakos vallási és politikai időszaka közepette nőtt fel. Patterson hároméves korában tanult meg olvasni, amikor feladatul kapta, hogy a The Christian Herald-ot ágyhoz kötött nagyapjának olvassa fel. Éjszakánként egy ablak mellé kuporodott, hogy az utcáról beszűrődő lámpák fényénél olvashasson.
Amikor anyja újraházasodott, családja az angliai Nyugat Yorkshire-beli, Leeds-be költözött, ahol Patterson Roundhay Grammar School for Boys iskolába járt. Átlagos tanulónak bizonyult, az iskolát pedig alacsony szakmai képesítéssel hagyta el. 1947-ben kezdte kétéves sorkatonai szolgálatát, először a kelet-yorkshire-i ezrednél, majd később tiszthelyettesként a királyi lovasgárda őrség ezredében folytatta, ahol biztonsági szolgálatot teljesített a kelet-német határon.
Miután elhagyta a hadsereget, visszatért Londonba, hogy szociológiát tanuljon a londoni közgazdaságtudományi egyetemen, miközben éjszaka sofőrként, illetve fizikai munkásként dolgozott. Iskoláját "nonkonformista múltja" alapján választotta. Hároméves tanulmányait követően közepes minősítésű diplomát kapott. Tanári képesítésének megszerzése után szociál pszichológiát és kriminológiát tanított. Liberális tanulmányokról tartott előadásokat a Leeds Polytechnic egyetemen,  pedagógiáról pedig a James Graham Főiskolán, amelyet 1976-ban a Leeds Polytechnic-hez csatoltak.

### Írói karrierje
1959-ben Higgins regényeket kezdett írni. Az egyik álneve James Graham volt. Korai munkásságának növekvő sikere révén lehetővé vált számára, hogy időt szakítson a tanítástól, es majd végleg elhagyja az osztálytermet, hogy teljes állású regényíróvá váljon.
Patterson korai regényei, amelyeket a saját nevén (Harry Patterson), valamint James Graham, Martin Fallon és Hugh Marlowe álnevekkel jelentetett meg, olyan thrillerek, amelyek jellemzően megkeményedett, cinikus hősökről, könyörtelen gazemberekről és veszélyes helyszínekről szólnak. Patterson harmincöt ilyen regényt publikált (évente néha hármat vagy négyet) 1959 és 1974 között, amelynek során elsajátította stílusát. Korai művei közül az East of Desolation (1968), A Game for Heroes (1970) and The Savage Day (1972) tűnnek ki leginkább élénk tájleírásukkal (Grönland, a Csatorna-szigetek és természetesen Belfast) és szokatlan cselekményükkel.
Patterson az 1960-as évek végén kezdte el használni a Jack Higgins álnevet. Az első kisebb bestseller-ei az 1970-es évek elején jelentek meg, amely két kortárs thriller volt, The Savage Day és a A Prayer for the Dying – utóbbiból 1987-ben Ima egy haldoklóért címmel filmdráma is készült – ám harminchatodik könyvének, A sas leszállt-nak, 1975-ben való publikálása hozta meg Higgins hírnevét. A sas leszállt jelentős előrelépést jelentett Patterson munkásságában. Cselekménye egy német kommandós egységről szól, amelyet Angliába küldtek Winston Churchill elrablására. Alberto Cavalcanti Went the Day Well? című háborús filmjére emlékeztet, amely közvetlenül Graham Greene 1942-ben megjelent "The Lieutenant Died Last" című novelláján alapult. A főszereplő ebben egy Liam Devlin nevű ír fegyverforgató, költő és filozófus. Higgins A sas leszállt című regényét számos thriller sorozat követte (Touch the Devil, Confessional, The Eagle Has Flown), amelyekben többször tűnik fel Devlin karaktere.
Patterson karrierjének harmadik szakasza 1992-ben kezdődött az Eye of the Storm című regénye publikációját követően. A regény egy fiktív újrabeszélése volt John Major miniszterelnök ellen elkövetett sikertelen aknavetős támadásról, amelyet egy iraki milliomos által felbérelt Sean Dillon nevű könyörtelen fiatal ír fegyveres-filozófus kísérelt meg. Az ezt követő regénysorozat központi szereplőjeként (1992 és 2017 között 43 publikált művéből 22) nyilvánvaló, hogy Dillon sok szempontból Patterson korábbi hőseinek egyesítése – Chavasse a nyelvek iránti tehetségével, Nick Miller harcművészetekkel és a jazz billentyűzettel való ismeretével, Simon Vaughan ír gyökereivel, a lőfegyverekkel való felszereltségével valamint a civilizált jogrendszeren keresztül elérhetetlen igazságszolgáltatás felelősségvállalásával járó cinizmusával.

### Magánélete
Higgins a londoni közgazdasági egyetemen ismerkedett meg első feleségével, Amy Hewittel. 1958-ban házasodtak össze, nem sokkal azután, hogy megkapta az első regényért 75 brit fontos összegű előleget – "a legnagyobb esküvői ajándék, amelyet kaphattunk volna". Négy közös gyermekük van: Sarah (született 1960-ban), Ruth (1962), Sean (1965) és Hannah (1974). Lányuk, Sarah Patterson írta meg a "The Distant Summer" (1976) regényét. Higgins jelenleg a Csatorna-szigetek-beli Jersey-ben él második feleségével, Denise-szel.

## Bibliográfia
| N° | Évszám | Cím                             | Szerzői néven megjelentetve | Közreműködés        | Kiadó                                                       | Jegyzetek                                                                                          |
| -- | ------ | ------------------------------- | --------------------------- | ------------------- | ----------------------------------------------------------- | -------------------------------------------------------------------------------------------------- |
| 1  | 1959   | Sad Wind from the Sea           | Harry Patterson             | Mark Hagen          | John Long                                                   | |
| 2  | 1960   | Cry of the Hunter               | Harry Patterson             | Martin Fallon       | John Long                                                   | Az első Martin Fallon könyv                                                                        |
| 3  | 1961   | The Thousand Faces of Night     | Harry Patterson             | Hugh Marlow         | John Long                                                   | |
| 4  | 1962   | Comes the Dark Stranger         | Harry Patterson             | Martin Shane        | John Long                                                   | |
| 5  | 1962   | Hell Is Too Crowded             | Harry Patterson             | Matthew Brady       | John Long                                                   | |
| 6  | 1962   | The Testament of Caspar Schultz | Martin Fallon               | Paul Chavasse       | Abelard-Schuman                                             | Az első Paul Chavasse könyv 2006-ban módosították és adták ki újraThe Bormann Testament címmel     |
| 7  | 1963   | The Dark Side of the Island     | Harry Patterson             | Hugh Lomax          | Fawcett                                                     | |
| 8  | 1963   | Pay the Devil                   | Harry Patterson             | Clay Fitzgerald     | Barrie & Rockliffe                                          | 2000-ben módosították és adták ki újra ugyanazzal a címmel                                         |
| 9  | 1963   | Seven Pillars to Hell           | Hugh Marlowe                | Gavin Kane          | Abelard-Schuman                                             | 1994-ben módosították és adták ki újra Sheba címmel                                                |
| 10 | 1963   | Year of the Tiger               | Martin Fallon               | Paul Chavasse       | Abelard-Schuman                                             | A második Paul Chavasse könyv 1996-ben módosították és adták ki újra ugyanazzal a címmel           |
| 11 | 1964   | Passage by Night                | Hugh Marlowe                | Harry Manning       | Abelard-Schuman                                             | |
| 12 | 1964   | A Phoenix in the Blood          | Harry Patterson             | Jay Williams        |                                                             | |
| 13 | 1964   | Thunder at Noon                 | Harry Patterson             | John Dillinger      |                                                             | 1983-ban módosították és adták ki újra Dillinger címmel                                            |
| 14 | 1964   | Wrath of the Lion               | Harry Patterson             | Neil Mallory        |                                                             | |
| 15 | 1965   | The Graveyard Shift             | Harry Patterson             | Nick Miller         |                                                             | Az első Nick Miller könyv                                                                          |
| 16 | 1965   | The Keys of Hell                | Martin Fallon               | Paul Chavasse       |                                                             | A harmadik Paul Chavasse könyv 2002-ben módosították és adták ki újra ugyanazzal a címmel          |
| 17 | 1966   | A Candle for the Dead           | Hugh Marlowe                | Sean Rogan          |                                                             | Ugyanebben az évben módosították és adták ki újra The Violent Enemy címmel                         |
| 18 | 1966   | The Iron Tiger                  | Jack Higgins                | Jack Drummond       |                                                             | |
| 19 | 1966   | Midnight Never Comes            | Martin Fallon               | Paul Chavasse       |                                                             | A negyedik Paul Chavasse könyv                                                                     |
| 20 | 1967   | Brought in Dead                 | Harry Patterson             | Nick Miller         |                                                             | A második Nick Miller könyv                                                                        |
| 21 | 1967   | Dark Side of the Street         | Martin Fallon               | Paul Chavasse       |                                                             | Az ötödik Paul Chavasse könyv                                                                      |
| 22 | 1968   | East of Desolation              | Jack Higgins                | Joe Martin          | Berkley                                                     | |
| 23 | 1968   | Hell Is Always Today            | Harry Patterson             | Nick Miller         |                                                             | A harmadik Nick Miller könyv                                                                       |
| 24 | 1969   | A Fine Night for Dying          | Martin Fallon               | Paul Chavasse       |                                                             | A hatodik Paul Chavasse könyv                                                                      |
| 25 | 1969   | In the Hour Before Midnight     | Jack Higgins                | Stacy Wyatt         |                                                             | Ugyanebben az évben módosították és adták ki újra The Sicilian Heritage címmel                     |
| 26 | 1970   | A Game for Heroes               | James Graham                | Owen Morgan         |                                                             | |
| 27 | 1970   | Night Judgement at Sinos        | Jack Higgins                | Jack Savage         |                                                             | |
| 28 | 1971   | The Last Place God Made         | Jack Higgins                | Sam Hannah          |                                                             | |
| 29 | 1971   | Toll for the Brave              | Jack Higgins                | Ellis Jackson       |                                                             | |
| 30 | 1971   | The Wrath of God                | James Graham                | Emmet Kogh          |                                                             | |
| 31 | 1972   | The Khufra Run                  | James Graham                | Jack Nelson         |                                                             | |
| 32 | 1972   | The Savage Day                  | Jack Higgins                | Simon Vaughan       | Holt                                                        | |
| 33 | 1973   | A Prayer for the Dying          | Jack Higgins                | Martin Fallon       | Holt                                                        | A második Martin Fallon könyv                                                                      |
| 34 | 1974   | The Run to Morning              | Martin Fallon               | Oliver Grant        |                                                             | Ugyanebben az évben módosították és adták ki újra Bloody Passage címmel                            |
| 35 | 1975   | The Eagle Has Landed            | Jack Higgins                | Liam Devlin         | Holt                                                        | Az első Liam Devlin könyv                                                                          |
| 36 | 1976   | Storm Warning                   | Jack Higgins                | Paul Gericke        | Holt                                                        | |
| 37 | 1977   | The Valhalla Exchange           | Jack Higgins                | Hamilton Canning    |                                                             | |
| 38 | 1978   | Day of Judgement                | Martin Fallon               | Paul Chavasse       | Holt                                                        | A hetedik Paul Chavasse könyv                                                                      |
| 39 | 1979   | To Catch a King                 | Harry Patterson             | Walter Schellenberg |                                                             | |
| 40 | 1980   | Solo                            | Jack Higgins                | Asa Morgan          | Stein and Day                                               | Az első Asa Morgan könyv Ugyanebben az évben módosították és adták ki újra The Cretan Lover címmel |
| 41 | 1981   | Luciano's Luck                  | Jack Higgins                | Harry Carter        | Stein and Day                                               | |
| 42 | 1982   | Touch the Devil                 | Jack Higgins                | Liam Devlin         | Stein and Day                                               | A második Liam Devlin könyv                                                                        |
| 43 | 1983   | Exocet                          | Jack Higgins                | Tony Villiers       | Stein and Day                                               | Az első Tony Villiers könyv                                                                        |
| 44 | 1985   | Confessional                    | Jack Higgins                | Liam Devlin         | Stein and Day                                               | A harmadik Liam Devlin könyv                                                                       |
| 45 | 1986   | Night of the Fox                | Jack Higgins                | Harry Martineau     | Simon & Schuster                                            | |
| 46 | 1989   | Memoirs of a Dance Hall Romeo   | Jack Higgins                | Oliver Shaw         | Simon & Schuster                                            | |
| 47 | 1989   | A Season in Hell                | Jack Higgins                | Tony Villiers       | Simon & Schuster                                            | A második Tony Villiers könyv                                                                      |
| 48 | 1990   | Cold Harbour                    | Jack Higgins                | Craig Osbourn       | Simon & Schuster                                            | |
| 49 | 1990   | The Eagle Has Flown             | Jack Higgins                | Liam Devlin         | Simon & Schuster                                            | A negyedik Liam Devlin könyv                                                                       |
| 50 | 1992   | Eye of the Storm                | Jack Higgins                | Sean Dillon         | Putnam                                                      | Az első Sean Dillon könyv 1996-ban módosították és adták ki újra Midnight Man címmel               |
| 51 | 1993   | Thunder Point                   | Jack Higgins                | Sean Dillon         | Putnam                                                      | A második Sean Dillon könyv                                                                        |
| 52 | 1994   | On Dangerous Ground             | Jack Higgins                | Sean Dillon         | Putnam                                                      | A harmadik Sean Dillon könyv                                                                       |
| 53 | 1995   | Angel of Death                  | Jack Higgins                | Sean Dillon         | Putnam                                                      | A negyedik Sean Dillon könyv                                                                       |
| 54 | 1995   | The Morgan Score                | Jack Higgins                | Asa Morgan          | Published as a short story in "Great Irish Tales Of Horror" | A második Asa Morgan könyv                                                                         |
| 55 | 1996   | Drink with the Devil            | Jack Higgins                | Sean Dillon         | Putnam                                                      | Az ötödik Sean Dillon könyv                                                                        |
| 56 | 1997   | The President's Daughter        | Jack Higgins                | Sean Dillon         | Putnam                                                      | A hatodik Sean Dillon könyv                                                                        |
| 57 | 1998   | Flight of Eagles                | Jack Higgins                | Harry Kelso         | Putnam                                                      | |
| 58 | 1999   | The White House Connection      | Jack Higgins                | Sean Dillon         | Putnam                                                      | A hetedik Sean Dillon könyv                                                                        |
| 59 | 2000   | Day of Reckoning                | Jack Higgins                | Sean Dillon         | Putnam                                                      | A nyolcadik Sean Dillon könyv                                                                      |
| 60 | 2001   | Edge of Danger                  | Jack Higgins                | Sean Dillon         | Putnam                                                      | A kilencedik Sean Dillon könyv                                                                     |
| 61 | 2002   | Midnight Runner                 | Jack Higgins                | Sean Dillon         | Putnam                                                      | A tizedik Sean Dillon könyv                                                                        |
| 62 | 2003   | Bad Company                     | Jack Higgins                | Sean Dillon         | Putnam                                                      | A tizenegyedik Sean Dillon könyv                                                                   |
| 63 | 2004   | Dark Justice                    | Jack Higgins                | Sean Dillon         | Putnam                                                      | A tizenkettedik Sean Dillon könyv                                                                  |
| 64 | 2005   | Without Mercy                   | Jack Higgins                | Sean Dillon         | Putnam                                                      | A tizenharmadik Sean Dillon könyv                                                                  |
| 65 | 2006   | Sure Fire                       | Jack Higgins                | The Chance Twins    | Putnam                                                      | Az első The Chance Twins könyv Justin Richards társszerzővel                                       |
| 66 | 2007   | The Killing Ground              | Jack Higgins                | Sean Dillon         | Putnam                                                      | A tizennegyedik Sean Dillon könyv                                                                  |
| 67 | 2007   | Rough Justice                   | Jack Higgins                | Sean Dillon         | Putnam                                                      | A tizenötödik Sean Dillon könyv                                                                    |
| 68 | 2008   | Death Run                       | Jack Higgins                | The Chance Twins    | Putnam                                                      | A második The Chance Twins könyv Justin Richards társszerzővel                                     |
| 69 | 2009   | A Darker Place                  | Jack Higgins                | Sean Dillon         | Putnam                                                      | A tizenhatodik Sean Dillon könyv                                                                   |
| 70 | 2009   | First Strike                    | Jack Higgins                | The Chance Twins    | Putnam                                                      | A harmadik The Chance Twins könyv Justin Richards társszerzővel                                    |
| 71 | 2009   | Sharp Shot                      | Jack Higgins                | The Chance Twins    | Putnam                                                      | A negyedik The Chance Twins könyv Justin Richards társszerzővel                                    |
| 72 | 2009   | The Wolf at the Door            | Jack Higgins                | Sean Dillon         | Putnam                                                      | A tizenhetedik Sean Dillon könyv                                                                   |
| 73 | 2010   | The Judas Gate                  | Jack Higgins                | Sean Dillon         | Putnam                                                      | A tizennyolcadik Sean Dillon könyv                                                                 |
| 74 | 2012   | A Devil is Waiting              | Jack Higgins                | Sean Dillon         | Putnam                                                      | A tizenkilencedik Sean Dillon könyv                                                                |
| 75 | 2013   | The Death Trade                 | Jack Higgins                | Sean Dillon         | Putnam                                                      | A huszadik Sean Dillon könyv                                                                       |
| 76 | 2014   | Rain on the Dead                | Jack Higgins                | Sean Dillon         | Putnam                                                      | A huszonegyedik Sean Dillon könyv                                                                  |
| 77 | 2016   | The Midnight Bell               | Jack Higgins                | Sean Dillon         | Putnam                                                      | A huszonkettedik Sean Dillon könyv                                                                 |

## Magyarul megjelent művei
- Ima a terroristáért; ford. Vajda Julianna; Szt. István Társulat, Bp., 1989
- A sas leszállt; ford. Koppány Márton; Dunakönyv, Bp., 1990
- Pokoljárás; ford. Balabán Péter; Dunakönyv–Maecenas, Bp., 1991
- Leszámolás; ford. Vajda Anna; Hunga-print–Maecenas International, Bp., 1991
- Az oroszlán dühe; ford. Szilágyi Tibor; Sierra–Maecenas International, Bp., 1992 (Világsiker)
- Dillinger; ford. Csordás Gábor; Victoria, Pécs, 1992
- Hurrikán; ford. Dáczer Ödön; Mezőgazdasági Kiadó Kft., Bp., 1992 (Világsiker)
- Windsor akció; ford. Simó György; Sierra–Maecenas International, Bp., 1992 (Világsiker)
- Az áruló; ford. Nagy Attila; Maecenas International, Bp., 1993
- A Führer parancsára; ford. Szilágyi Tibor; Maecenas International, Bp., 1993
- A róka éjszakája; ford. Nitkovszki Stanislav; Lap-ics, Debrecen, 1993
- Vihar-fok; ford. Fenyves Katalin; Magyar Könyvklub, Bp., 1994
- A vihar szeme; ford. Vass Anikó; Lap-ics, Debrecen, 1994
- Éjszakai rohanás; ford. Palkó Ágnes; Lap-ics, Debrecen, 1994
- Egy órával éjfél előtt; ford. Németi Anita; Lap-ics, Debrecen, 1994
- A gyilkos dzsungel; ford. Németi Anita; Lap-ics, Debrecen, 1994
  - (Az isten háta mögött címen is)
- Villámcsapás; ford. Németi Anita; Lap-ics, Debrecen, 1995
- A szicíliai hadművelet; ford. Németi Anita; Lap-ics, Debrecen, 1995
- Gyónás; ford. Németi Anita; Lap-ics, Debrecen, 1995
- A halál angyala; ford. Nitkovszki Sztaniszlav; Lap-ics, Debrecen, 1996
- Esőimádó; ford. Németi Anita; Lap-ics, Debrecen, 1996
- Hideg kikötő; ford. Németi Anita; Lap-ics, Debrecen, 1996
- Az elnök lánya; ford. Váradi Judit; Lap-ics, Debrecen, 1997
- Veszélyes terepen; ford. M. Nagy Miklós; Magyar Könyvklub, Bp., 1997
- Az ördög érintése; ford. Németi Anita; Lap-ics, Debrecen, 1997
- Halálszonáta; ford. Németi Anita; Lap-ics, Debrecen, 1997
- Sasok röpte; ford. Kollárik Péter; Aquila, Debrecen, 1998
- Sába temploma; ford. Albert Ágnes; Aquila, Debrecen, 1998
- Utazás a pokolba; ford. Németi Anita; Lap-ics, Debrecen, 1998
- A tigris éve; ford. Nitkovszki Sztaniszlav; Aquila, Debrecen, 1999
- A nyertes / Sasok szárnyán / Palackba zárt üzenet / Kromoszóma; ford. Kovács Attila et al.; Reader's Digest, Bp., 1999 (Reader's Digest válogatott könyvek)
- Kapcsolat a Fehér Házban; ford. Révbíró Tamás; Reader's Digest, Bp., 2001
- A fehér házi kapcsolat; ford. Bujdosó István, Méhes Márton; Alexandra, Pécs, 2001
- A leszámolás napja; ford. H. Prickler Renáta; Alexandra, Pécs, 2001
- Az ördög fizetsége; ford. Bárdos Péter; Alexandra, Pécs, 2002
- Bosszúhadjárat; ford. Bárdos Péter; Alexandra, Pécs, 2003
- Éjféli látogató; ford. H. Prikler Renáta; Alexandra, Pécs, 2004
- Rossz társaság; ford. Pétersz Tamás; Alexandra, Pécs, 2005
- Az isten háta mögött; ford. Benkő Ferenc; Alexandra, Pécs, 2006
  - (A gyilkos dzsungel címen is)
- Nincs kegyelem; ford. Bárdos Péter; Alexandra, Pécs, 2007
- Sötét igazság; ford. Bárdos Péter; Alexandra, Pécs, 2007
- A sziget sötét oldala; ford. Bárdos Péter; Alexandra, Pécs, 2007
- Könyörtelen igazság; ford. Bárdos Péter; Alexandra, Pécs, 2009
- Hadszíntér. Vérfagyasztó regény a modern terrorizmusról és a bosszúról; ford. Bárdos Péter; Alexandra, Pécs, 2009

## Fordítás
- Ez a szócikk részben vagy egészben  a   Jack Higgins című angol Wikipédia-szócikk ezen változatának fordításán alapul.  Az eredeti cikk szerkesztőit annak laptörténete sorolja fel. Ez a jelzés csupán a megfogalmazás eredetét és a szerzői jogokat jelzi, nem szolgál a cikkben szereplő információk forrásmegjelöléseként.